# 사이고 다카모리
사이고 다카모리(일본어: 西郷 隆盛, 1828년 1월 23일 ~ 1877년 9월 24일)는 일본(사쓰마)의 번사, 군인, 정치인이다. 메이지 유신의 주역이였으며, 세이난 전쟁에서 패배한 후 할복하였다. 별명은 대 사이고(大西郷)이다.

## 생애

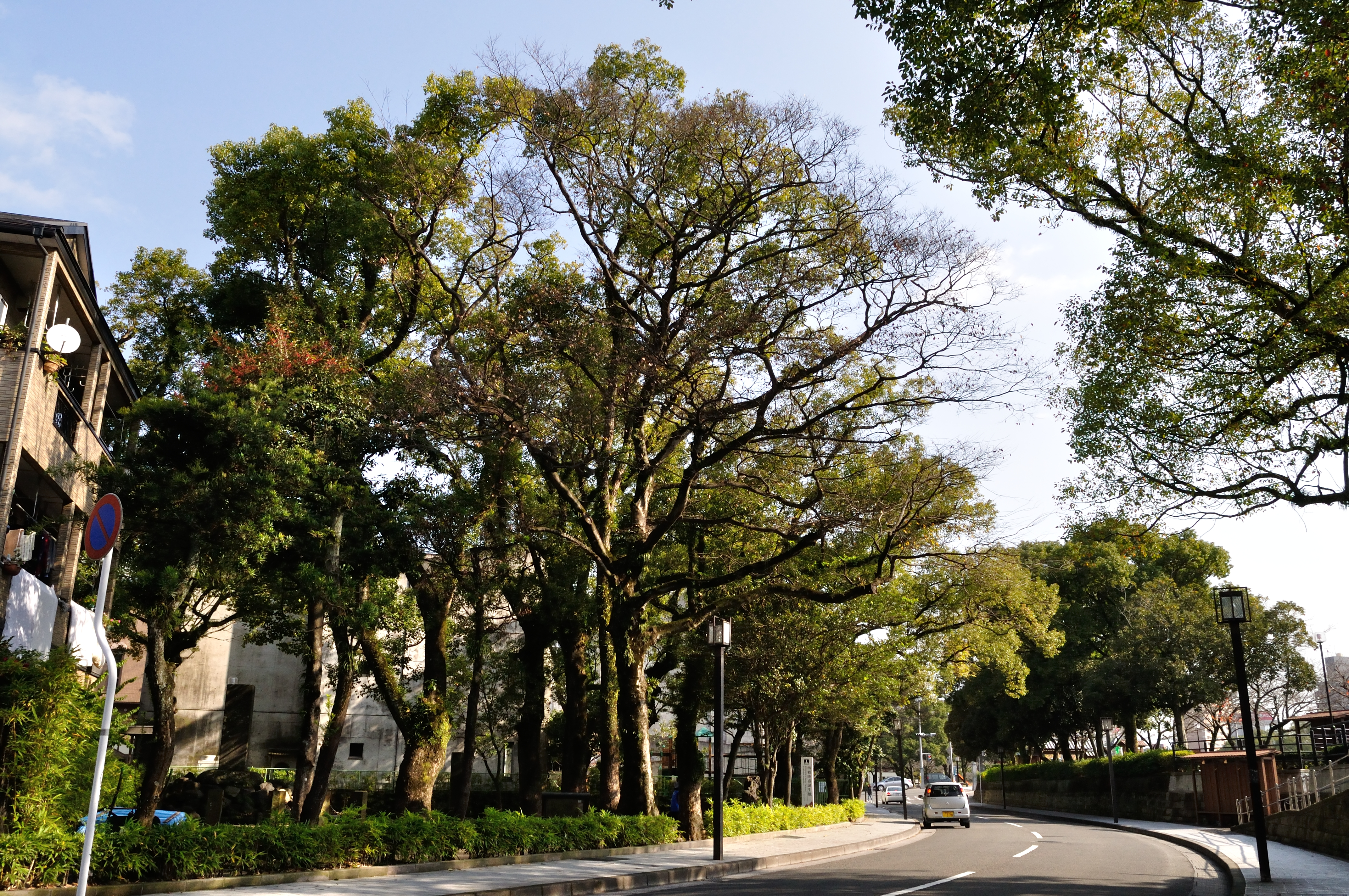
가고시마시에 있는 생가 부근

사쓰마번의 하급 번사였던 사이고 기치베 다카모리(西郷吉兵衛隆盛)의 장남으로 태어났다.
어릴적 이름은 고키치(小吉)이며, 통칭은 기치노스케(吉之介), 젠베에(善兵衛), 기치노스케(吉之助) 순으로 바뀌었다. 호는 난슈(南洲)이다. 원래 이름은 다카나가(隆永)였으나, 나중에 다케오(武雄), 다카모리로 바꾸었다. 다카모리라는 이름은 아버지의 이름과 같은데, 이는 왕정복고의 식전에서 위계를 수여받을 때, 친구인 요시이 도모자네가 실수로 아버지의 이름을 올렸기 때문에, 이후 아버지의 이름을 자신의 이름으로 쓰게 되었다.

## 메이지 유신

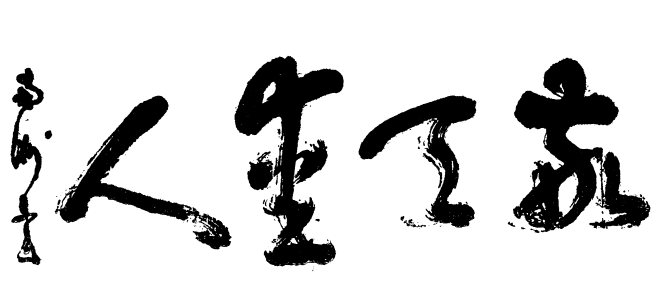
사이고 다카모리의 서예《敬天愛人》

40세가 되기 전, 사이고는 제국의 수도 교토에 주둔했던 사쓰마번 봉건군의 사령관으로 명성을 얻었다. 자신의 봉건군 안의 결정자 중의 하나로서, 전국적으로 천황당원과 넓게 연락을 하면서 쇼군 정부를 무너뜨리기로 하였다. 그는 1866년 사쓰마번과 조슈번의 연합을 협상하기도 하였다. 1867년 11월 8일 쇼군을 무력으로 사임시켰다.
사이고는 이 사건으로 국민적 영웅으로 부상했다. 사이고는 오쿠보 도시미치, 기도 다카요시와 함께 유신을 일으켰다. 1868년 1월 3일 새벽이 다가오기 전 그가 지휘하는 부대는 왕궁의 문을 지켰다. 명사 회의는 어린 메이지 천황에게 일본의 새 시대를 여는 포고령을 읽게 하였다.
사쓰마 번과 조슈번의 스폰을 받은 천황의 군대가 남은 막부군과 전면전을 벌였다 5월 사이고는 참모 총장으로서 에도의 항복을 성공적으로 준비하였다. 그는 11월까지 막부군에 대항하였다.
임무를 마친 사이고는 새 행정을 결성하는 데 어려운 문제에 참여하는 대신에 사츠마로 들어가 퇴직 생활을 하게 된다. 1869년 천황이 천황의 복위에 힘쓴 이들에게 명예를 수여할 때에 사이고의 군대는 가장 높이 수여되었지만, 사이고는 새 정부에 들어가는 것을 아직도 거부하였다.
1871년 사이고는 결국 정부에 설득되어 1만 명의 군인을 포함한 신 정부군의 사령관으로 임명되었다. 여러 번에서 봉건제를 폐지했다. 사이고는 다조칸(국가 회의)에 임명되어 키도 타카요시와 함께 새로운 프로그램을 세우는 책임을 함께 맡았다.
이 시기 동안 징병제의 도입에 관한 의문점이 대두하였다. 유럽의 군대 단체에 관한 공부에 영향을 받은 정부 인사는 만국적 군사 훈련이 필요하다고 주장하였다. 다른 인사는 고대의 독점을 가진 무사 계급을 전쟁에서 배제하는 것이 지혜롭지 못하다고 보았다. 토론이 과열되었으나, 사이고는 자신이 널리 알려지는 것을 거부하였다.

### 정한론

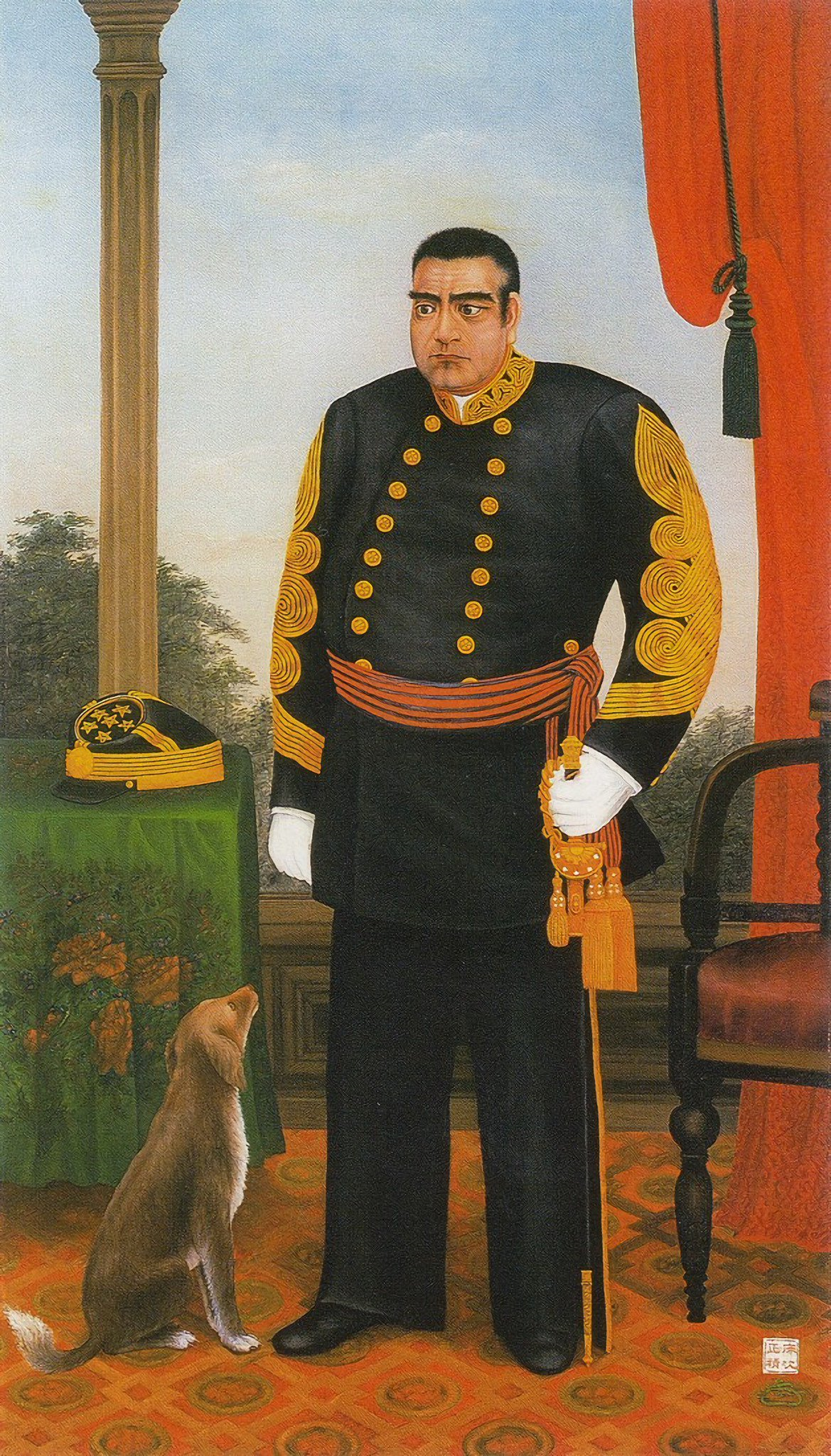
군복의 사이고 다카모리

일본이 사무라이 정신을 잃을 불안감을 느껴 1873년 조선 정벌론, 즉 정한론을 주장하였다. 그는 조선이 일본을 모욕했으므로 징벌해야 한다고 갈파하였다. 이 주장을 실현하기 위하여 국가 회의와 싸우며, 자신이 조선에 특별 교섭으로 가 명시적으로 뛰어난 논쟁을 펼치겠다고 피력하였다.
사이고는 자신의 국가에 자신의 인생을 바치는 것이 그의 가장 친애적인 욕망이라는 이론에 답변을 하였다. 계속되는 간청 후, 정부 인사들이 서양을 여행하고 돌아오기 전인 8월 18일에 천황이 그의 계획을 수용하였다. 그러나 외국 모험에 국내적 발전이 먼저임을 논의한 인사에 의하여 그의 계획이 취소되었다.
취소에 격렬한 사이고는 국가 의회원과 정부군의 사령관직을 사임하고 가고시마에 있는 고향으로 돌아왔다. 몇몇 다른 높은 계급의 공무원들과 100명 이상의 정부군 사관도 잇따라 사임을 하였다.

## 가고시마로 귀향
가고시마로 돌아온 지 몇 달 후, 사이고는 군사학을 가르치는 개인 학교를 열었다. 전국에서 몰려든 무사가 그의 아래에서 공부하였으며, 1877년에 학생수는 20,000명으로 늘었다. 사이고는 이곳을 공직에서 일할 청년을 훈련하는 학교라고 여겼으나, 도쿄에 있는 정부에게는 근심이 되고 말았다. 모든 번의 행정이 지사의 통치로부터 사이고 세력의 손으로 들어갈 위협 때문이었다.
1876년 일본의 다른 지역에서 사무라이의 반란이 시작되었을 때, 가고시마는 그 논란의 중심지였다.

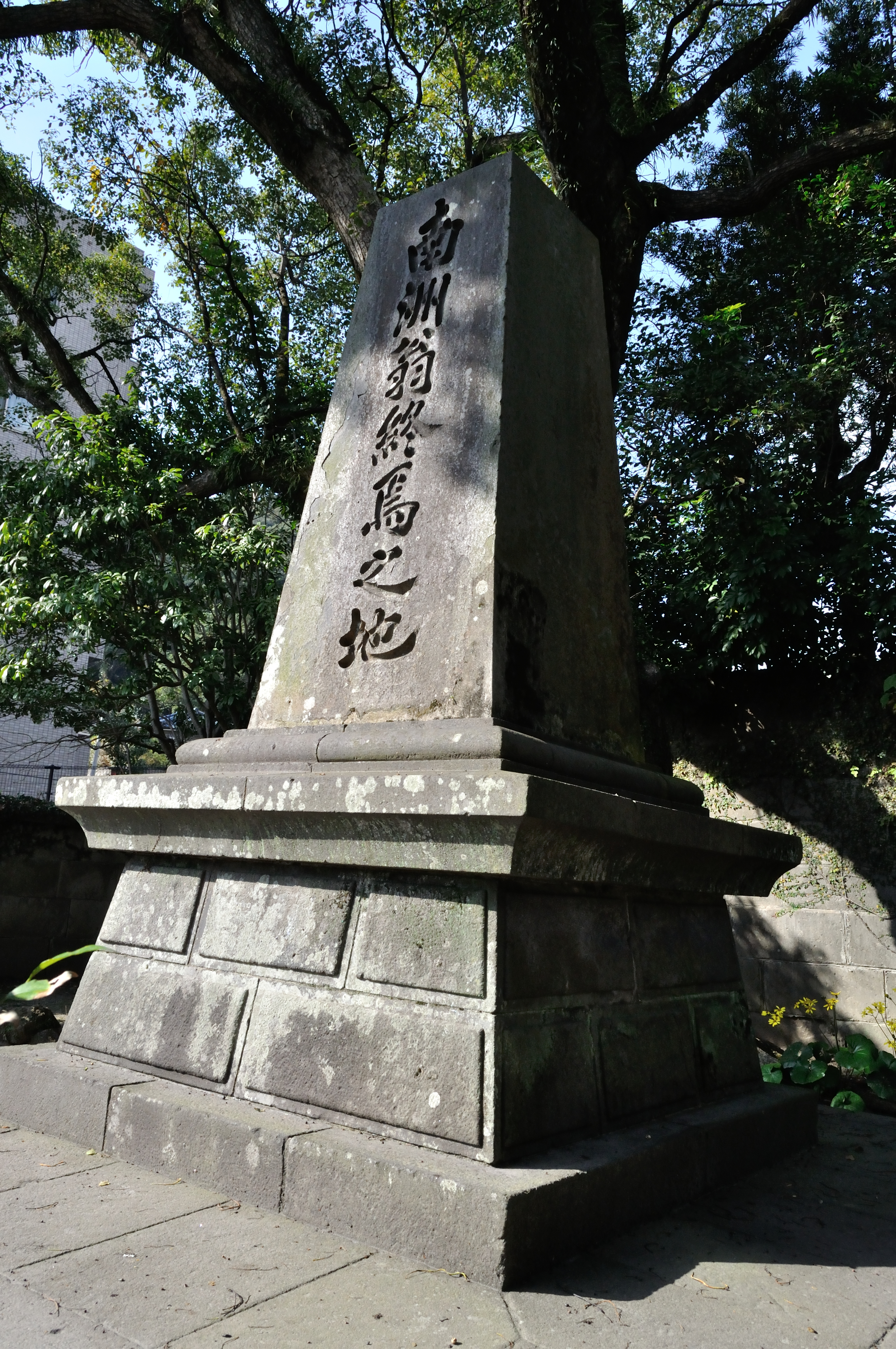
사이고 다카모리 자살지점 비석(南洲翁終焉之地之碑)
가고시마 시

## 사츠마의 반란

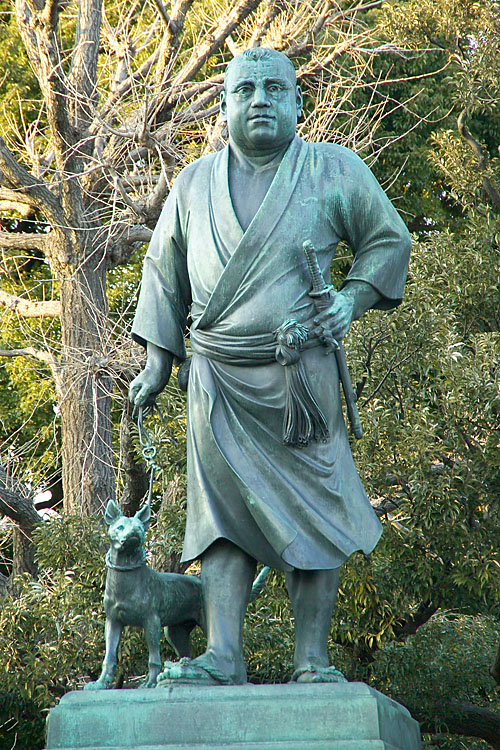
사이고 다카모리 동상(西郷隆盛像)
우에노 공원

1877년 1월 29일 사이고의 제자 중 한 계파가 가고시마의 군수 공장과 해군 기지를 공격하였다. 산에서 사냥을 즐기던 사이고는 망설이며 돌아왔다. 그가 가고시마에 도착했을 때, 그의 후원자들이 군수 공장에서 추가적 군사 행위를 위한 군수물자를 준비하기 위해 작전을 짜고 있었다. 사이고는 반란의 지도자로 추대 되었다.
정부를 비판하며 도쿄로 행진하는 계획과 더불어 2월 15일에 사이고 군은 전쟁을 시작하였다. 정부군은 구마모토번에서 사이고 행진을 가로막았고, 그 후 6개월 간 전면전이 일어난다. 사이고의 옛 친구 야마가타 아리토모는 당시 전쟁부 장관이자 사이고 군대에 맞서는 야전군 사령관이었다.
5월부터 수세였던 사이고는 여름에 패전을 거듭하였고, 9월에는 패색이 짙어졌다. 그는 몇 백의 부하를 이끌고 다시 가고시마로 돌아와 마지막으로 도시 전경이 보이는 언덕에 진지를 구축하였다. 9월 24일에 정부군이 최후 공격을 가하였으며, 부상을 당한 사이고는 자결하였다. 일설에 그의 부하가 목을 베었다고 한다. 무사와 정부군 양쪽에서 12,000명 사상자와 20,000명 부상자를 내었다.
도쿄 우에노 공원에 그의 동상이 세워져 있다. 좌우명은 "경천애인(敬天愛人)"이었다.

## 가계
- (증조부)사이고 기치베(西郷吉兵衞, 생년 미상 - 1803년 윤 1월 28일, 사이고 구헤에 마사타카西郷九兵衞昌隆의 아들)
- (증조모)마치다 고에몬(町田此右衛門)의 딸
  - (조부)사이고 다쓰에몬 다카미쓰(西郷龍右衞門隆充, 생년 미상 - 1852년 9월 1일）
  - (조모)요쓰모토 요시테루(四本義照)의 여동생(생년 미상 - 1862년 5월 29일)
    - (부)사이고 기치베(일본어판)(西郷吉兵衞, 1806년 - 1852년 9월 27일)
    - (모)시하라 마사(椎原政佐, 생년 미상 - 1853년 음력 11월 29일）
      - (아내)스가(須賀, 생몰년 미상, 이주인 가네요시(伊集院兼善)의 딸)
      - (아내)이토코(糸子, 1843년 - 1922년 6월 11일, 이와야마 하치로타 나오하루(岩山八郎太直温)의 차녀)
        - (장자)사이고 도라타로(西郷寅太郎 , 1866년 음력 7월 12일 - 1919년 1월 1일)
        - (자부)노부코(信子, 소노다 사네노리(園田実徳)의 장녀)
          - (손자)사이고 다카유키(西郷隆幸)
          - (손자)사이고 다카테루(西郷隆輝, 1900년 - 1920년 11월)
          - (손자)사이고 기치노스케(西郷吉之助, 1906년 7월 20일 - 1997년 10월 12일)
            - (증손)사이고 기치타로(西郷吉太郎)

          - (손자)사이고 다카아키(西郷隆明, 1911년 - 1992년)
            - (증손)사이고 다카미쓰(西郷隆晄, 스타라이트 공업 사장)
            - (증손)사이고 다카히로(西郷隆廣)

        - (아들)사이고 우마지로(西郷午次郎, 1871년 - 몰년 미상)
        - (아들)사이고 도리조(西郷酉三, 1873년 ~ 몰년 미상)

      - (첩)아이카나(愛加那, 1837년 - 1902년 음력 8월 27일）
        - (서자)사이고 기쿠지로(西郷菊次郎, 1861년 음력 1월 2일 - 1928년 11월 27일)
          - (서손)사이고 다카히데(西郷隆秀, 생년 미상 - 1985년)
          - (서손)사이고 다카야스(西郷隆泰)
            - (서증손)사이고 다카후미(西郷隆文, 1947년 ~ )

          - (서손)사이고 히토시(西郷準, 1916년 - 1945년 5월 28일)

      - (남동생)사이고 다카히로(西郷隆広, 1833년 - 1868년 9월 29일)
        - (조카)사이고 류준(西郷隆準)

      - (남동생)사이고 주도(西郷従道, 1843년 6월 1일 - 1902년 7월 18일)
      - (제수)기요코(清子, 도쿠노 요스케(得能良介)의 장녀)
        - (조카)가미무라 쓰구요시 혹은 가미무라 주기(上村従義, 1881년 1월 - 1937년 3월 23일, 가미무라 히코노조(上村 彦之丞)의 양자로 입적)
        - (조카)사이고 주토쿠(西郷従徳, 1878년 10월 21일 - 1946년 2월 6일)
        - (조카)고마쓰 주시(小松従志)
        - (조카)사쿠라코(桜子, 이와쿠라 도모하루(岩倉具張)의 부인)

      - (남동생)사이고 다카카쓰(西郷隆雄, 1847년 11월 18일 - 1877년 2월 27일)
      - (여동생)고토(琴, 1832년 - 1913년, 이치기 마사노조(市来正之丞)의 부인)
      - (여동생)다카(鷹, 생년 미상 - 1862년)
      - (사촌)오야마 이와오(大山巌, 1842년 10월 10일 ~ 1916년 12월 10일)

## 관련 작품
- 나는 듯이
- 타임슬립 닥터 진
- 세고돈

## 같이 보기
- 세이난 전쟁
- 사이고 다카히데
- 사이고 다카미쓰
- 라스트 사무라이